# Robin Povšík
Robin Povšík (* 2. ledna 1979 Mladá Boleslav) je český politik, v letech 2014 až 2021 s krátkými přestávkami náměstek ministryně práce a sociálních věcí ČR, v letech 2007 až 2012 zastupitel Středočeského kraje (z toho v letech 2008 až 2012 náměstek hejtmana Davida Ratha), od roku 2002 zastupitel města Mladá Boleslav (z toho v letech 2005 až 2006 a opět od 2018 náměstek primátora), člen ČSSD.

## Život
Vystudoval obor veřejná správa na Integrované střední škole zemědělské v Mladé Boleslavi (maturoval v roce 1999). V roce 2012 pak absolvoval kurz německého jazyka na Benédict school v německém Cvikově.
V letech 1999 až 2000 pracoval jako redaktor Boleslavského deníku, následně byl do roku 2005 osobou samostatně výdělečně činnou (OSVČ). Mezi roky 2005 a 2006 byl náměstkem primátora, v letech 2006 až 2007 opět OSVČ. Od července 2007 do února 2008 zastával post tajemníka Státního fondu dopravní infrastruktury. Od března do listopadu 2008 byl opět OSVČ.
V letech 2008 až 2012 působil jako náměstek hejtmana, posléze od prosince 2012 do února 2014 opět OSVČ. Paralelně byl v letech 2013 až 2014 poradcem ředitele Závodu Praha Ředitelství silnic a dálnic a v letech 2013 až 2017 poradcem předsedy Poslanecké sněmovny PČR Jana Hamáčka.
V únoru 2014 se stal náměstkem ministryně práce a sociálních věcí ČR Michaely Marksové. Nejprve byl náměstkem pro sekci řízení úřadu, později politickým náměstkem. Od července do října 2017 byl ředitelem kanceláře předsedy sněmovny Jana Hamáčka a od prosince 2017 do června 2018 poradcem I. místopředsedy Poslanecké sněmovny PČR Jana Hamáčka. V červenci 2018 se stal politickým náměstkem pro zaměstnanost ministra práce a sociálních věcí ČR Petra Krčála a zůstal i za jeho nástupkyně Jany Maláčové.
Robin Povšík žije ve městě Mladá Boleslav. Jeho otcem je předseda Odborového svazu KOVO Škoda Auto Jaroslav Povšík.

## Politické působení
Od roku 1997 je členem ČSSD, za stranu kandidoval v komunálních volbách v roce 1998 do Zastupitelstva města Mladá Boleslav, ale neuspěl. Zvolen byl až ve volbách v roce 2002. Od února 2005 do října 2006 zastával pozici náměstka primátora pro oblast investic, dopravy, životního prostředí a správu majetku. Ve volbách v roce 2006 sice z pozice lídra kandidátky obhájil post zastupitele města, ale skončil v pozici náměstka primátora. Také ve volbách v roce 2010 obhájil mandát zastupitele města jakožto lídr kandidátky. Zvolen byl i ve volbách v roce 2014, a to díky preferenčním hlasům. Od června 2016 se stal předsedou Výboru pro spolupráci se Škoda Auto a Okresní hospodářskou komorou. Ve volbách v roce 2018 byl lídrem kandidátky ČSSD a mandát zastupitele města opět obhájil. Na začátku listopadu 2018 se stal opět náměstkem primátora. Ve funkci působil do prosince 2021, kdy nastoupila nová vláda Petra Fialy.
V krajských volbách v roce 2004 kandidoval za ČSSD do Zastupitelstva Středočeského kraje, ale neuspěl (skončil jako druhý náhradník). Postupně však dva kolegové rezignovali a tak se v lednu 2007 stal zastupitelem Středočeského kraje. Ve volbách v roce 2008 mandát krajského zastupitele obhájil, v listopadu 2008 se navíc stal náměstkem hejtmana pro oblast dopravy. Ve volbách v roce 2012 nekandidoval a v listopadu 2012 tak skončil i v pozici náměstka hejtmana.
V květnu 2018 se stal předsedou středočeské ČSSD. V krajských volbách v roce 2020 byl lídrem ČSSD ve Středočeském kraji, ale neuspěl, jelikož ČSSD nepřekročila pětiprocentní hranici nutnou pro vstup do krajského zastupitelstva. V dubnu 2021 tak na post předsedy středočeské ČSSD rezignoval.